# Rhytiphora piligera
Rhytiphora piligera är en skalbaggsart som först beskrevs av Macleay 1826.  Rhytiphora piligera ingår i släktet Rhytiphora och familjen långhorningar. Inga underarter finns listade i Catalogue of Life.